# Nika Razinger
Nika Razinger (* 5. Oktober 1993 in Jesenice) ist eine ehemalige slowenische Skilangläuferin.

## Werdegang
Razinger nahm bis 2013 an Juniorenrennen teil. Dabei belegte sie in der Saison 2011/12 den zweiten Platz in der U20 Gesamtwertung des Alpencups. Sie nahm 2011 bei der ersten Offenen U18-Skilanglauf-Europameisterschaft teil, gewann im Sprint die Bronzemedaille, im Einzel Silbermedaille und wurde im Massenstart Fünfte. Bei den Juniorenweltmeisterschaften 2012 in Erzurum holte sie Gold im 10-km-Skiathlon und Bronze mit der Staffel. Ihr erstes Weltcuprennen lief sie Ende Dezember 2013 in Davos, welches sie mit dem 26. Platz im Sprint beendete und damit ihre ersten Weltcuppunkte gewann. Bei den Olympischen Winterspielen 2014 in Sotschi erreichte sie den 60. Platz über 10 km klassisch und den 27. Platz im Sprint. In der  Saison 2014/15 erreichte sie in Rybinsk mit dem 11. Platz im Sprint ihre beste Platzierung im Weltcupeinzel und errang bei den nordischen Skiweltmeisterschaften 2015 in Falun den 41. Platz im Sprint, den zehnten Platz mit der Staffel und den neunten Platz im Teamsprint. Nach Platz 64 bei der Nordic Opening in Ruka zu Beginn der Saison 2015/16, kam sie in der Weltcupsaison sechsmal in die Punkteränge. Ihre beste Platzierung dabei war der 12. Platz im Sprint in der Lenzerheide. Bei den Olympischen Winterspielen 2018 in Pyeongchang lief sie auf den 69. Platz über 10 km Freistil und auf den 52. Rang im Sprint. Letztmals im Weltcup startete sie im März 2018 in Lahti, wobei sie den 62. Platz über 10 km klassisch errang.

## Teilnahmen an Weltmeisterschaften und Olympischen Winterspielen

### Olympische Spiele
- 2014 Sotschi: 26. Platz Sprint Freistil
- 2018 Pyeongchang: 52. Platz Sprint klassisch, 69. Platz 10 km Freistil

### Nordische Skiweltmeisterschaften
- 2013 Val di Fiemme: 53. Platz Sprint klassisch, 54. Platz 15 km Skiathlon
- 2015 Falun: 9. Platz Teamsprint Freistil, 10. Platz Staffel, 41. Platz Sprint klassisch

## Platzierungen im Weltcup

### Weltcup-Statistik
Die Tabelle zeigt die erreichten Platzierungen im Einzelnen.
- 1.–3. Platz: Anzahl der Podiumsplatzierungen
- Top 10: Anzahl der Platzierungen unter den ersten zehn
- Punkteränge: Anzahl der Platzierungen innerhalb der Punkteränge
- Starts: Anzahl gelaufener Rennen in der jeweiligen Disziplin
- Hinweis: Bei den Distanzrennen erfolgt die Einordnung gemäß FIS.

| Platzierung         | Distanzrennen a | Distanzrennen a | Distanzrennen a | Distanzrennen a | Distanzrennen a | Skiathlon Verfolgung | Sprint | Etappen- rennen b | Gesamt | Team c | Team c  |
| Platzierung         | ≤ 5 km          | ≤ 10 km         | ≤ 15 km         | ≤ 30 km         | > 30 km         | Skiathlon Verfolgung | Sprint | Etappen- rennen b | Gesamt | Sprint | Staffel |
| ------------------- | --------------- | --------------- | --------------- | --------------- | --------------- | -------------------- | ------ | ----------------- | ------ | ------ | ------- |
| 1. Platz            |                 |                 |                 |                 |                 |                      |        |                   |        |        |         |
| 2. Platz            |                 |                 |                 |                 |                 |                      |        |                   |        |        |         |
| 3. Platz            |                 |                 |                 |                 |                 |                      |        |                   |        |        |         |
| Top 10              |                 |                 |                 |                 |                 |                      |        |                   |        | 2      |         |
| Punkteränge         |                 |                 |                 |                 |                 |                      | 15     |                   | 15     | 4      | 1       |
| Starts              | 2               | 8               | 1               |                 |                 | 5                    | 27     | 1                 | 44     | 4      | 1       |
| Stand: Karriereende |                 |                 |                 |                 |                 |                      |        |                   |        |        |         |

### Weltcup-Gesamtplatzierungen
| Saison  | Gesamt | Gesamt | Sprint | Sprint |
| Saison  | Punkte | Platz  | Punkte | Platz  |
| ------- | ------ | ------ | ------ | ------ |
| 2013/14 | 37     | 80.    | 37     | 50.    |
| 2014/15 | 36     | 84.    | 36     | 44.    |
| 2015/16 | 68     | 49.    | 68     | 31.    |
| 2016/17 | -      | -      | -      | -      |
| 2017/18 | 11     | 90.    | 11     | 62.    |